# Pseudotryblidium
Pseudotryblidium is een monotypisch geslacht van schimmels uit de orde Helotiales. Het bevat alleen Pseudotryblidium neesii.